# Grmožur
Grmožur (crnogorski: Грможур) je utvrđeni otočić u Skadarskom jezeru, koji se nalazi u blizini sela Godinje, u crnogorskoj općini Bar. Otok je od lokalnog stanovništva dobio nadimak Otok zmija, a od ornitologa Otok ptica, jer je često gnijezdilište.

## Utvrda
Utvrdu na otoku sagradili su Osmanlije 1843., a osvojili su ga Crnogorci 1878., nakon Crnogorsko-osmanskog rata (1876.–78.). Ubrzo nakon toga pretvoren je u zatvorski otok.

## Vanjske poveznice
|  | Zajednički poslužitelj ima još gradiva o temi Grmožur |